# Zapasy na Igrzyskach Azjatyckich 1978
Turniej zapasów na Igrzyskach Azjatyckich 1978 w stolicy Tajlandii, Bangkoku odbył się od 11 do 14 grudnia. Rozegrano tylko zawody mężczyzn w stylu wolnym.

## Klasyfikacja medalowa
| Klasyfikacja medalowa | Klasyfikacja medalowa | Klasyfikacja medalowa | Klasyfikacja medalowa | Klasyfikacja medalowa | Klasyfikacja medalowa |
| Miejsce               | państwo               | Złoto                 | Srebro                | Brąz                  | Razem                 |
| --------------------- | --------------------- | --------------------- | --------------------- | --------------------- | --------------------- |
| 1                     | Japonia               | 6                     | 3                     | 0                     | 9                     |
| 2                     | Indie                 | 2                     | 1                     | 0                     | 3                     |
| 3                     | Mongolia              | 1                     | 3                     | 2                     | 6                     |
| 4                     | Korea Południowa      | 1                     | 1                     | 3                     | 5                     |
| 5                     | Pakistan              | 0                     | 1                     | 3                     | 4                     |
| 6                     | Korea Północna        | 0                     | 1                     | 0                     | 1                     |
| 7                     | Chiny                 | 0                     | 0                     | 1                     | 1                     |
| .                     | Irak                  | 0                     | 0                     | 1                     | 1                     |
| Razem                 | Razem                 | 10                    | 10                    | 10                    | 30                    |

## Styl wolny
| Konkurencja |                      |                       |                       |
| ----------- | -------------------- | --------------------- | --------------------- |
| 48 kg       | Takashi Irie         | Jang Se-hong          | Kim Hwa-gyeong        |
| 52 kg       | Yūji Takada          | Kim Jong-gyu          | Dordżdzowdyn Ganbat   |
| 57 kg       | Hideaki Tomiyama     | Muhammad Azeem        | Kim Ui-gon            |
| 62 kg       | Yang Jeong-mo        | Norio Yamazaki        | Abdul Waheed          |
| 68 kg       | Dzewegijn Ojdow      | Akira Miyahara        | Go Jin-won            |
| 74 kg       | Rajinder Singh       | Katsuya Kawada        | Dżamcyn Dawaadżaw     |
| 82 kg       | Masaru Motegi        | Aduuchiin Baatarkhüü  | Abdul Rahman Mohammed |
| 90 kg       | Kartar Dhillon Singh | Czimedijn Goczoosüren | Gao Jing              |
| 100 kg      | Hiroshi Yamamoto     | Dżamcyn Bor           | Muhammad Salah-ud-din |
| +100 kg     | Yoshiaki Yatsu       | Satpal Singh          | Javed Iqbal           |